# Wer hat Palomino Molero umgebracht?
Wer hat Palomino Molero umgebracht? (span. ¿Quién mató a Palomino Molero?) ist ein Roman des peruanischen Literatur-Nobelpreisträgers Mario Vargas Llosa aus dem Jahr 1986. Das Buch wurde in 18 Sprachen übersetzt und spielt im Jahr 1954 unter der Militärregierung des Generals Odría an der Pazifikküste im Norden Perus.

## Inhalt
Ein Ziegenhirte findet auf abgelegenem Terrain die übel zugerichtete Leiche eines jungen Mannes und benachrichtigt den nächstgelegenen Polizeiposten in Talara. Der junge, „scheißsentimentale“ Gendarm Lituma muss sich um den Fall kümmern und kommt nicht über die grausame Folterung des Opfers hinweg. Der Taxifahrer Don Jerómino erkennt in dem Unglücklichen den Soldaten Palomino Molero aus Castilla bei Piura. Der Gendarm sucht aus eigenem Antrieb – vielleicht weil er selbst ein Cholo ist wie das Opfer – Doña Asunta Sánchez, die Mutter des Ermordeten, auf. Die Witwe behauptet, wer die Gitarre des Toten hat, ist sein Mörder.  Doña Asuntas einziger Sohn hatte sich freiwillig bei der Luftwaffe in Talara gemeldet. Der Vater Don Teófilo Molero des am 13. Februar 1936 ehelich geborenen Palomino ist verstorben.
Lituma kehrt in Castilla ein und erfährt, auf seiner Gitarre habe der sonst schüchterne Palomino den Weißen auf ihren Festen gelegentlich Boleros und kreolische Musikstücke dargebracht. Dazu habe er mit einer Stimme wie Leo Marini gesungen. Eine aussichtslose Liebe zu einer Frau habe ihn zum Militär getrieben. Seine Geliebte wohne in der Nähe des Luftstützpunktes.
Der Gendarm Lituma und sein Vorgesetzter, der „hellhäutige“, junge Leutnant Silva, suchen den Oberst Mindreau, Kommandant des genannten nahegelegenen Stützpunktes, auf. Der Leutnant wird vom Oberst von oben herab abgefertigt. Immerhin gibt es einige Auskünfte. Der schweigsame Rekrut Molero habe keine Freunde gehabt. Das Befragen der Stubenkameraden lehnt der Kommandant ab. Überdies unterständen Angehörige der Streitkräfte interner Gerichtsbarkeit und nicht der Gendarmerie. Auf ihrer Heimfahrt zum Revier erfahren die beiden als Detektive brillierenden Polizisten doch noch etwas aus dem Munde eines Soldaten. Schuld an der schlechten Laune des Obersten sei dessen schnippische Tochter Alicia, eine flachbrüstige Halbwaise mit schmalen Hüften. Deren Bräutigam, den Flieger-Leutnant Ricardo Dufó, presst Silva aus. Er habe von Alicia den Laufpass bekommen; Palomino Moleros wegen. Aber der habe bereits seine verdiente Strafe dafür bekommen, dass er zu hoch hinauswollte. Die Fragestunde nimmt ein vorzeitiges Ende. Eine Militärstreife liest den Sturzbetrunkenen auf. Es kann mit der Detektivarbeit trotzdem zügig weitergehen, denn auf dem Revier wird mit einem anonymen Schreiben auf eine heiße Spur verwiesen. Die Wirtin Doña Lupe in Amotape erweist sich als verwertbare Zeugin, eine Aktion des Obersten zusammen mit seinem Leutnant betreffend. Palomino war noch zu Lebzeiten, zusammen mit Alicia auf der Flucht vor dem erbosten Papa, bei Doña Lupe untergeschlüpft. Der Oberst hatte das Liebespaar, das in Amotape heiraten wollte, aber nicht schnell genug einen Geistlichen finden konnte, aufgespürt und zurückgeholt. Den Rekruten Molero hatte der Vater dem Leutnant Dufó und seinen Soldaten als Deserteur übergeben.
Nacheinander suchen Alicia und ihr Papa die beiden Detektive auf. Es ergibt sich, Alicia hat Palominos Gitarre. Die Detektive trauen ihren Ohren kaum. Der Oberst habe seine Tochter missbraucht und sie hernach aufgefordert, ihn zu erschießen. Als sie ein wenig später eine Gitarre im Revier vorfinden, glauben Leutnant Silva und sein Gendarm Lituma, Alicia habe das Instrument ebenso gebracht wie zuvor den anonymen Brief. Vargas Llosa übertrumpft gleich anschließend noch den Auftritt Alicias mit dem ihres Vaters. Der Oberst bezichtigt Alicia der Lüge; nimmt die Aussagen der Tochter gleichsam zurück, begründet seine Behauptungen einleuchtend und verunsichert damit nicht nur die beiden bisher doch so erfolgreichen Detektive, sondern den Leser obendrein. In ihrer schlimmen Geisteskrankheit gefangen, behaupte Alicia, der eigene Vater missbrauche sie. Nach dem nächtlichen Auftritt Mindreaus hört es sich in der Nähe ganz nach einem Schuss an. Es sieht so aus, als habe der Oberst mit dem vermeintlichen Freitod seine letzte Aussage zurückgenommen. Zuvor hatte er betont, Rekrut Molero hätte angemessen bestraft werden müssen und das sei geschehen. Allerdings hätten die Untergebenen überzogen gehandelt. Ein Schuss in den Kopf des Rekruten hätte genügt.
Gendarm Lituma will nach der Leiche des Obersten suchen. Leutnant Silva hat kein Interesse. Der Fall sei bis auf unwesentliche Details aufgeklärt.
Im Revier erreicht die Polizisten ein Bekennerschreiben. Der Oberst habe seine Tochter umgebracht.
Für den Leser, am Romanende angelangt, ist nichts aufgeklärt. Denn alles ist wahrscheinlich, aber nichts sicher. Es kommen mehr als ein Täter in Frage. Die Bevölkerung will die Missbrauchsvariante der Polizei nicht abkaufen. Man glaubt an Schmuggel in der Grenzregion Talara oder an eine Spionagegeschichte, angezettelt von den benachbarten Ecuadorianern gegen das unschuldige Peru.
Der abschließende Bericht Leutnant Silvas findet bei dem Vorgesetzten keine Gnade. Zur Strafe für ihr Scheitern werden die beiden Detektive strafversetzt. Lituma muss Verwandte und Freunde in der Heimat verlassen und wird in die abgelegene Region Junín abgeschoben.

## Form
Die schnörkellose Aufklärungsarbeit der beiden Detektive wird in virtuoser Prosa flüssig-leichtgewichtig geboten. Der Autor habe jenen Duktus mit drastischer Beschränkung auf das Wesentliche erzwungen. Obwohl Vargas Llosa erzählt, scheint es so, als ob die Handlung aus der Sicht des naiven Gendarmen Lituma vorgetragen wird. Zudem wird des Öfteren über Lituma auf teilweise Heiterkeit erregende Art erzählt.  Bei seinen kreativen Aufklärungsversuchen des Mordfalles findet Leutnant Silva in Lituma einen immer ehrfürchtig staunenden Bewunderer. Lituma greift sehr selten in das aktuelle „Verhör“ ein. Und wenn, dann staunt er über sich selbst. Er hält den Vorgesetzten für einen redlichen Menschen, der für das Ausfragen jedes Verdächtigen oder auch Zeugen die jeweils angemessene, erfolgreiche Strategie parat hält. Leutnant Silva erläutert dem Untergebenen lachend seine Strategie. Er klopft nur überall auf den Busch. Allerdings wird in einer burlesken, ausufernden Nebenhandlung dafür gesorgt, dass der Leser die Bewunderung des Gendarms nicht teilen muss. Der Leutnant will über den ganzen Roman hinweg mit unsittlichen Mitteln ins Bett der Gastwirtin Doña Adriana. Dabei könnte die Gastwirtin, Ehefrau des alten Fischers Don Matías Querecotillo, seine Mutter sein. Als Silva endlich vor dem Ziel seiner sehnlichsten Wünsche steht, kehrt Doña Adriana, Mutter erwachsener Kinder, den schlüpfrigen Spieß um und treibt den verdatterten Verehrer ein für alle Mal in die Flucht.

## Rezeption
Wer das Buch als Detektivgeschichte à la Sherlock Holmes und Dr. Watson liest, habe Vargas Llosa falsch verstanden. Der Roman kommt zwar als Krimi verkleidet daher, sei aber letztendlich keiner. Denn zum Beispiel die Frage, lügt nun Alicia oder ihr Vater, kann nicht entschieden werden. Ein weiteres Beispiel: Der Erzähler nähert sich – wie angedeutet – immer einmal bedrohlich der beengten Sehweise des ein wenig einfältigen Gendarmen Lituma und entfernt sich somit unter Umständen bedrohlich von der Wirklichkeit. Oberst Mindreau trete als der von der Bevölkerung gehasste Repräsentant des Militärregimes auf, für den nur eine Wahrheit gelte. Das sei seine Wahrheit: Rekrut Molero hätte sich als Cholo einer Weißen nicht nähern dürfen. Der Oberst wolle sein Verbrechen oder das des Leutnants Dufó kaschieren.

### Verwendete Ausgabe
- Wer hat Palomino Molero umgebracht? Roman. Aus dem Spanischen von Elke Wehr. Suhrkamp, Frankfurt am Main 1988, ISBN 3-518-38286-1.

### Sekundärliteratur
- Norbert Lentzen: Literatur und Gesellschaft: Studien zum Verhältnis zwischen Realität und Fiktion in den Romanen Mario Vargas Llosas. Romanistischer Verlag, Bonn 1994 (Diss. RWTH Aachen 1994), ISBN 3-86143-053-3.
- Thomas M. Scheerer: Mario Vargas Llosa. Leben und Werk. Suhrkamp, Frankfurt am Main 1991, ISBN 3-518-38289-6.
- Ekkehard Schönherr: ¿Quién mató a Palomino Molero? In: Hubert Pöppel (Hrsg.): Kriminalromania. Stauffenburg Verlag, Tübingen 1998, ISBN 3-86057-525-2, S. 251–262.